# Villers-Pol
Villers-Pol é uma comuna francesa na região administrativa de Altos da França, no departamento do Norte. Estende-se por uma área de 7.62 km². Em 2010 a comuna tinha 1 305 habitantes (densidade: 107,2 hab./km²).